# Shareaza
Shareaza is een p2p-client, ontworpen voor Windows, die de netwerkprotocollen van Gnutella, Gnutella2, eDonkey2000 en BitTorrent ondersteunt. Het programma is ontwikkeld door Michael Stokes in de programmeertaal C++ en is opensourcesoftware, vrijgegeven onder de GPL.  Shareaza is beschikbaar in meer dan 27 talen, waaronder Nederlands.

## Geschiedenis
Eind 2002 werd Shareaza gelanceerd door Michael Stokes, waarbij het werd verbonden aan de lancering van het Gnutella2-netwerk, een grondig vernieuwde versie van het oude Gnutella.
Op 1 juni 2004, toen Shareaza 2.0 werd uitgegeven, werd het voor het eerst, samen met de broncode vrijgegeven onder de GPL, waarmee het opensourcesoftware werd.

## Anti-Shareaza-acties (Discordia)
Op 15 december 2007 nam Discordia Ltd, een schuilnaam voor het bedrijf iMesh/MusicLab LLC, dat zeer nauwe contacten heeft met de RIAA, het domein shareaza.com over. Ze verspreidden "nieuwe versies van Shareaza", die eigenlijk gewoon een iMesh-kloon waren (versie 5 was een kloon van iMesh 7). Er konden geen bestanden mee gedownload worden, afgezien van DRM-beveiligde muziekbestanden. Hiervoor werd er geld gevraagd. Ook versie 6 is een onofficiële versie.
Discordia Ltd was begin 2009, gebruikmakend van de nieuwe Franse auteursrechtenwet DADVSI van Sarkozy, juridische stappen aan het zetten en trademarks aan het aanvragen om de originele Shareaza te dwarsbomen.
Daarop kreeg de Shareaza-website een nieuwe URL, namelijk pantheraproject.net. Men koos voor PantheraProject omdat men in in de rechtszaak het handelsmerk 'Shareaza' kon verliezen. De site werd in juni 2009 echter door de beheerder en geldschieter van het domein uit handen gegeven aan Discordia Ltd, waarna de homepage terugkeerde naar het oorspronkelijke SourceForge-adres.

## Functies
- Torrent-bestanden downloaden
- Ingebouwde IRC-client om gebruikers te laten communiceren met elkaar
- Thema's
- Meerdere p2p-netwerken ondersteund